# MV Agusta 350 tre cilindri

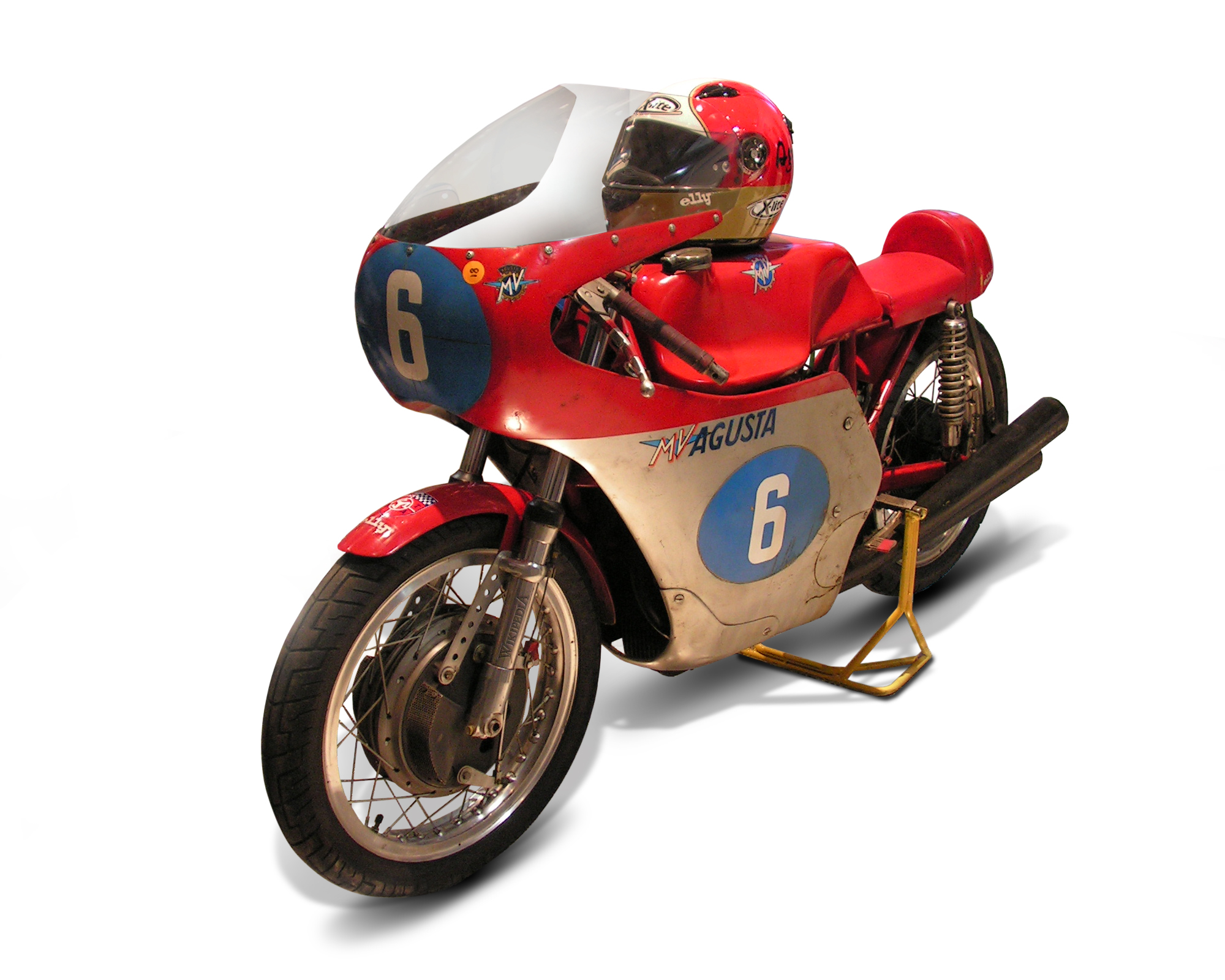
MV Agusta 350 mit drei Zylindern. Sie wurde von Angelo Bergamonti in der Weltmeisterschaft 1970 eingesetzt.

Die MV Agusta 350 tre cilindri, oft auch einfach als Tre Cilindrica oder kurz 350 tre bezeichnet, war ein Motorrad, das der italienische Hersteller MV Agusta von 1965 bis 1973 als Werksrennmaschine in seinem Team „Reparto corse“ einsetzte. Der Name bezieht sich auf den Hubraum und die italienische Bezeichnung für „Dreizylinder“ (tre cilindri), beziehungsweise „dreizylindrisch“  (Tre Cilindrica).

## Historie

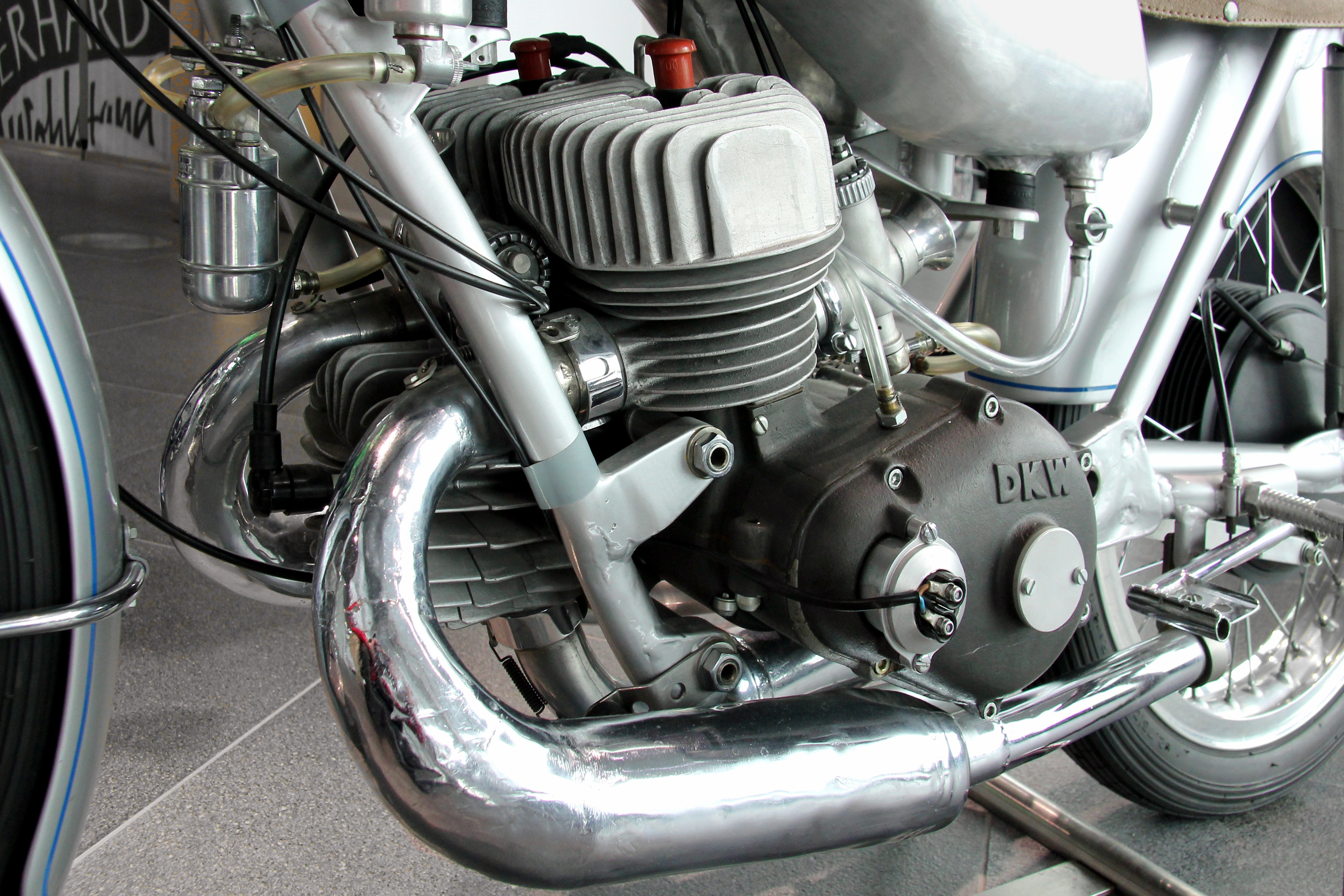
Motor der DKW RM 350, der den Anstoß für das Projekt von MV gab

Die erste Dreizylinder-MV-Agusta hatte ihren Ursprung im Jahr 1963. Firmenchef Domenico Agusta war schon vor einiger Zeit auf den Dreizylinder-Zweitakt-Motor der DKW RM 350 aufmerksam geworden und von dem Konzept sehr beeindruckt. Daher forcierte er die Entwicklung eines eigenen Motors in dieser Hubraum-Klasse, forderte allerdings eine Viertakt-Version.
Der Ingenieur Arturo Magni und der Konstrukteur Mario Rossi versuchten ihn davon abzubringen, doch Agusta beharrte auf dem Projekt. Er schlug sogar vor, der MV Agusta 250 Bicilindrica „einfach einen zusätzlichen Zylinder hinzuzufügen“. Als die erste Version des Dreizylinders fertig war, war Agusta unzufrieden, da es nur zwei Ventile pro Zylinder gab. Innerhalb einer Woche bauten die Techniker den Motor auf vier Ventile pro Zylinder um und konnten dadurch die Leistung um 6 PS (4,4 kW) steigern.
Es wurde auch eine erste Version mit einem auf 420 cm³ vergrößertem Motor für die 500-Kubikzentimeter-Klasse entwickelt, die dann (nach nochmaliger Hubraum-Erweiterung und weiteren Modifikationen) als MV Agusta 500 tre erfolgreich wurde.

## Sportliche Erfolge
Die 350 Tre zählt wie ihre „bekanntere Schwester“, die 500 Tre zu den erfolgreichsten Grand-Prix-Motorrädern aller Zeiten. 1963 auf Initiative von Domenico Agusta entworfen, debütierte sie am 25. April 1965 und gewann in ihrem Auftaktrennen mit G. Agostini den Großen Preis von Deutschland auf der Südschleife des Nürburgring.
Neben den fünf Doppelweltmeisterschaften von 1968 bis 1972 (Fahrer und Konstrukteure) konnte Agostini 1973 noch einmal die Fahrer-WM erringen. Außerdem gewann Agostini mit der 350 Tre drei italienische Meisterschaften.

## Resultate der „500 Tre“ in der Weltmeisterschaft
| Jahr | Team            | Fahrer            | Start Nr. | Rennen      | Rennen                                         | Rennen      | Rennen                                  | Rennen                                  | Rennen                                         | Rennen      | Rennen                                  | Rennen     | Rennen                                         | Rennen   | Rennen  | Fahrer WM | Fahrer WM | Konstr. WM | Konstr. WM | Anm. |
| Jahr | Team            | Fahrer            | Start Nr. | 1           | 2                                              | 3           | 4                                       | 5                                       | 6                                              | 7           | 8                                       | 9          | 10                                             | 11       | 12      | Pt.       | Rang      | Pt.        | Rang       | Anm. |
| ---- | --------------- | ----------------- | --------- | ----------- | ---------------------------------------------- | ----------- | --------------------------------------- | --------------------------------------- | ---------------------------------------------- | ----------- | --------------------------------------- | ---------- | ---------------------------------------------- | -------- | ------- | --------- | --------- | ---------- | ---------- | ---- |
| 1965 |                 |                   |           | Deutschland | Isle of Man                                    | Niederlande | Deutschland Demokratische Republik 1949 | Tschechien                              | Nordirland                                     | Finnland    | Italien                                 | Japan      |                                                |          |         |           |           |            |            |      |
| 1965 | MV Agusta Corse | Mike Hailwood     | - -       | 2           | DNF                                            | 2           | DNF                                     | DNF                                     |                                                |             | DNF                                     | 1          |                                                |          |         | 20        | 3         | 38 (42)    | 2          | a)   |
| 1965 | MV Agusta Corse | Giacomo Agostini  | - -       | 1           | 3                                              | 3           | DNF                                     | DNF                                     |                                                | 1           | 1                                       | 5          |                                                |          |         | 32 (34)   | 2         | 38 (42)    | 2          | a)   |
| 1966 |                 |                   |           | Deutschland | Frankreich                                     | Niederlande | Deutschland Demokratische Republik 1949 | Tschechien                              | Finnland                                       | Nordirland  | Isle of Man                             | Italien    | Japan                                          |          |         |           |           |            |            |      |
| 1966 | MV Agusta Corse | Giacomo Agostini  | - -       | DNF         | 2                                              | 2           | 1                                       | 2                                       | DNF                                            | 2           | 1                                       | 1          |                                                |          |         | 42 (48)   | 2         | 42 (48)    | 2          | b)   |
| 1967 |                 |                   |           | Deutschland | Isle of Man                                    | Niederlande | Deutschland Demokratische Republik 1949 | Tschechien                              | Nordirland                                     | Italien     | Japan                                   |            |                                                |          |         |           |           |            |            |      |
| 1967 | MV Agusta Corse | Giacomo Agostini  | 2         | 2           | 2                                              | 2           | 2                                       | 7                                       | 1                                              | DNF         |                                         |            |                                                |          |         | 32        | 2         | 32         | 2          | a)   |
| 1968 |                 |                   |           | Deutschland | Isle of Man                                    | Niederlande | Deutschland Demokratische Republik 1949 | Tschechien                              | Nordirland                                     | Italien     |                                         |            |                                                |          |         |           |           |            |            |      |
| 1968 | MV Agusta Corse | Giacomo Agostini  | 2         | 1           | 1                                              | 1           | 1                                       | 1                                       | 1                                              | 1           |                                         |            |                                                |          |         | 32 (65)   | 1         | 32 (56)    | 1          | c)   |
| 1969 |                 |                   |           | Spanien     | Deutschland                                    | Isle of Man | Niederlande                             | Deutschland Demokratische Republik 1949 | Tschechien                                     | Finnland    | Nordirland                              | Italien    | Jugoslawien Sozialistische Föderative Republik |          |         |           |           |            |            |      |
| 1969 | MV Agusta Corse | Giacomo Agostini  | 1         | 1           | 1                                              | 1           | 1                                       | 1                                       | 1                                              | 1           | 1                                       |            |                                                |          |         | 90 (120)  | 1         | 90 (120)   | 1          | b)   |
| 1970 |                 |                   |           | Deutschland | Jugoslawien Sozialistische Föderative Republik | Isle of Man | Niederlande                             | Deutschland Demokratische Republik 1949 | Tschechien                                     | Finnland    | Nordirland                              | Italien    | Spanien                                        |          |         |           |           |            |            |      |
| 1970 | MV Agusta Corse | Giacomo Agostini  | 1         | 1           | 1                                              | 1           | 1                                       | 1                                       | 1                                              | 1           | 1                                       | 1          |                                                |          |         | 90 (135)  | 1         | 90 (150)   | 1          | b)   |
| 1970 | MV Agusta Corse | Angelo Bergamonti | 6         |             |                                                |             |                                         |                                         |                                                |             |                                         | 2          | 1                                              |          |         | 27        | 7         | 90 (150)   | 1          | b)   |
| 1971 |                 |                   |           | Osterreich  | Deutschland                                    | Isle of Man | Niederlande                             | Deutschland Demokratische Republik 1949 | Tschechien                                     | Schweden    | Finnland                                | Nordirland | Italien                                        | Spanien  |         |           |           |            |            |      |
| 1971 | MV Agusta Corse | Giacomo Agostini  | 1         | 1           | 1                                              | DNF         | 1                                       | 1                                       | DNF                                            | 1           | 1                                       |            | DNF                                            |          |         | 90        | 1         | 90         | 1          | b)   |
| 1971 | MV Agusta Corse | Alberto Pagani    | - -       |             |                                                |             |                                         |                                         |                                                |             |                                         |            | DNF                                            |          |         | 0         | NC        | 90         | 1          | b)   |
| 1972 |                 |                   |           | Deutschland | Frankreich                                     | Osterreich  | Italien                                 | Isle of Man                             | Jugoslawien Sozialistische Föderative Republik | Niederlande | Deutschland Demokratische Republik 1949 | Tschechien | Schweden                                       | Finnland | Spanien |           |           |            |            |      |
| 1972 | MV Agusta Corse | Giacomo Agostini  | 1         | 2           | 4                                              | 1           | 1                                       | 1                                       | DNF                                            | 1           | DNF                                     | DNF        | 1                                              | 1        |         | 102 (110) | 1         | 102 (110)  | 1          | d)   |
| 1972 | MV Agusta Corse | Phil Read         | 16        |             |                                                |             | 4                                       | DNF                                     | 3                                              | 5           | 1                                       |            | 2                                              |          |         | 51        | 5         | 102 (110)  | 1          | d)   |
| 1972 | MV Agusta Corse | Alberto Pagani    | - -       | 8           |                                                |             |                                         |                                         |                                                |             |                                         |            |                                                |          |         | 3         | 30        | 102 (110)  | 1          | d)   |
| 1973 |                 |                   |           | Frankreich  | Osterreich                                     | Deutschland | Italien                                 | Isle of Man                             | Jugoslawien Sozialistische Föderative Republik | Niederlande | Tschechien                              | Schweden   | Finnland                                       | Spanien  |         |           |           |            |            |      |
| 1973 | MV Agusta Corse | Giacomo Agostini  | 1         | 1           | DNF                                            | DNF         | 1                                       |                                         | DNS                                            | 1           | 2                                       | 2          | 1                                              |          |         | 84        | 1         | 84         | 2          | b)   |
| 1973 | MV Agusta Corse | Phil Read         | 5         | 2           | DNF                                            | DNF         |                                         |                                         | DNS                                            | 2           | 3                                       | 3          | 2                                              |          |         | 56        | 3         | 84         | 2          | b)   |

| Legende  | Legende            | Legende                                                          |
| Farbe    | Abkürzung          | Bedeutung                                                        |
| -------- | ------------------ | ---------------------------------------------------------------- |
| Gold     | –                  | Sieg                                                             |
| Silber   | –                  | 2. Platz                                                         |
| Bronze   | –                  | 3. Platz                                                         |
| Grün     | –                  | Platzierung in den Punkten                                       |
| Blau     | –                  | Klassifiziert außerhalb der Punkteränge                          |
| Violett  | DNF                | Rennen nicht beendet (did not finish)                            |
| Violett  | NC                 | nicht klassifiziert (not classified)                             |
| Rot      | DNQ                | nicht qualifiziert (did not qualify)                             |
| Rot      | DNPQ               | in Vorqualifikation gescheitert (did not pre-qualify)            |
| Schwarz  | DSQ                | disqualifiziert (disqualified)                                   |
| Weiß     | DNS                | nicht am Start (did not start)                                   |
| Weiß     | WD                 | zurückgezogen (withdrawn)                                        |
| Hellblau | PO                 | nur am Training teilgenommen (practiced only)                    |
| Hellblau | TD                 | Freitags-Testfahrer (test driver)                                |
| ohne     | DNP                | nicht am Training teilgenommen (did not practice)                |
| ohne     | INJ                | verletzt oder krank (injured)                                    |
| ohne     | EX                 | ausgeschlossen (excluded)                                        |
| ohne     | DNA                | nicht erschienen (did not arrive)                                |
| ohne     | C                  | Rennen abgesagt (cancelled)                                      |
| ohne     | keine WM-Teilnahme |                                                                  |
| sonstige | P/fett             | Pole-Position                                                    |
| sonstige | 1/2/3/4/5/6/7/8    | Punktplatzierung im Sprint-/Qualifikationsrennen                 |
| sonstige | SR/kursiv          | Schnellste Rennrunde                                             |
| sonstige | *                  | nicht im Ziel, aufgrund der zurückgelegten Distanz aber gewertet |
| sonstige | ()                 | Streichresultate                                                 |
| sonstige | unterstrichen      | Führender in der Gesamtwertung                                   |

Anmerkungen:

a) Es wurden nur die besten 5 Ergebnisse berücksichtigt.

b) Es wurden nur die besten 6 Ergebnisse berücksichtigt.

c) Es wurden nur die besten 4 Ergebnisse berücksichtigt.

d) Es wurden nur die besten 7 Ergebnisse berücksichtigt.

## Technische Daten
| Motor                  | Motor                                                                     |
| ---------------------- | ------------------------------------------------------------------------- |
| Bauart                 | 3 Zylinder; 4 Takt; Ölsumpf; DOHC, über Zahnräder gesteuert; Luft gekühlt |
| Hubraum                | 343,9 cm³                                                                 |
| Bohrung × Hub          | 52 × 54 mm / später: 56 × 40,3 mm                                         |
| Verdichtung            | 11:1 / später 11,2:1                                                      |
| Vergaser               | 3 × Dell’Orto SS 28 B                                                     |
| Antrieb                |                                                                           |
| Kupplung               | Lamellentrockenkupplung                                                   |
| Getriebe               | angeblockt, 6 Gänge / später 7 Gänge                                      |
| Antrieb primär / sek.  | Stirnräder / Kette                                                        |
| Elektrik               |                                                                           |
| Zündung                | 8 Volt Batteriezündung                                                    |
| Spannung               | k. A.                                                                     |
| Lichtmaschine          | k. A.                                                                     |
| Leistung               |                                                                           |
| Leistung               | 65 PS (47,8 kW) bei 11500/min                                             |
| Höchstgeschwindigkeit  | 240 – 270 km/h                                                            |
| Rahmen und Maße        |                                                                           |
| Rahmen                 | geschlossener Rohrrahmen, unten demontierbare Doppelschleife              |
| Radstand               | 1310 mm                                                                   |
| Länge                  | 1940 mm                                                                   |
| Breite                 | 530 mm                                                                    |
| Gewicht                | 116 kg                                                                    |
| Tankinhalt             | 16 – 24 l                                                                 |
| Verbrauch              | k. A.                                                                     |
| Fahrwerk               |                                                                           |
| vorne                  | hydraulisch gedämpfte Teleskopgabel                                       |
| hinten                 | Schwinge mit Feder-Dämpfer-Einheiten                                      |
| Räder vorne / hinten   | Leichtmetallfelgen, Stahlspeichen 2,75×18″                                |
| Reifen vorne / hinten  | 3,00×18″ / 3,25×18″                                                       |
| Bremsen vorne / hinten | Duoduplexbremse, ø 240 mm, 4 Nocken / Duplexbremse, ø 230 mm, 2 Nocken    |

Quellen: